# アルバトロス D.V
アルバトロス D.V
Albatros D.V
アルバトロス D.Va（シリアル D.7098/17）
- 用途：戦闘機
- 製造者：アルバトロス・フルークツォイクヴェルケ
- 運用者：ドイツ帝国軍航空隊(Luftstreitkräfte)
- 初飛行：1917年4月
- 生産数：約2,500機

アルバトロス D.V（Albatros D.V）は第一次世界大戦中にドイツ帝国軍航空隊によって使用された戦闘機である。D.Vはアルバトロス D.Iに始まる一連の戦闘機の最後のものであるとともに、最後に実戦に参加したアルバトロス戦闘機である。よく知られた弱点と全体的な旧式化にもかかわらず、1918年前半に生産が停止されるまで、およそ900機のD.Vと1,612機のD.Vaが製作された。D.Vaは大戦の終わりまで任務についていた。

## 開発と生産

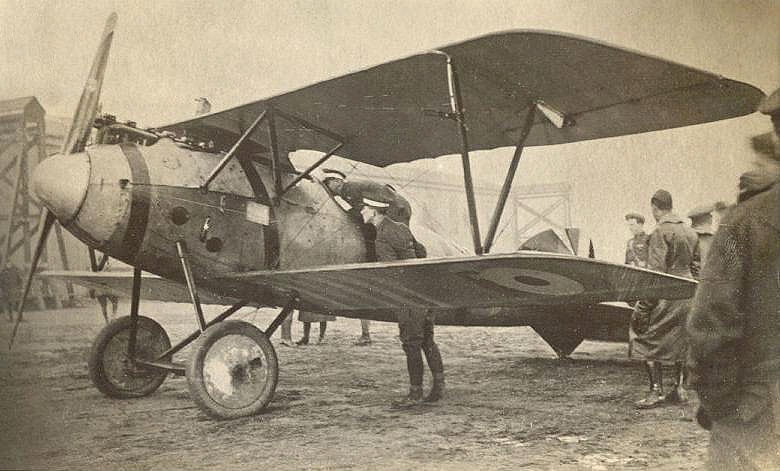
イギリスに捕獲されイギリスの国籍標識をつけたアルバトロス D.V（シリアル D.1162/17）

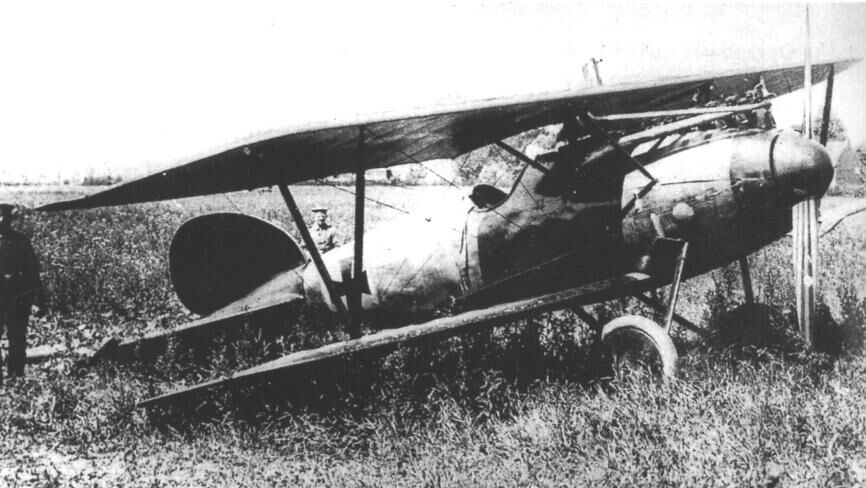
マンフレート・フォン・リヒトホーフェンのアルバトロス D.V（シリアル不明）

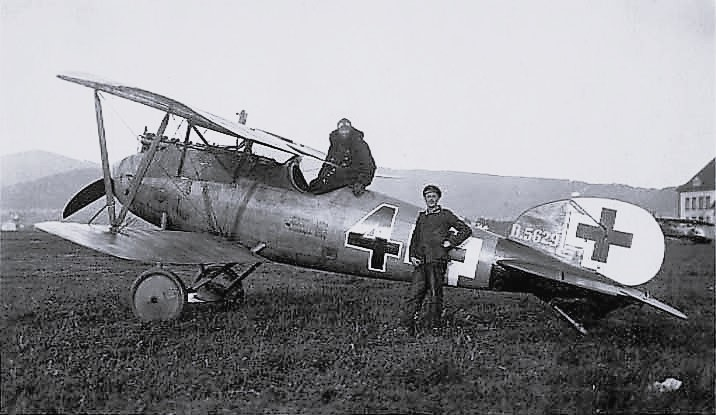
アルバトロス D.Va（シリアル D.5629/17）

1917年4月、アルバトロス社はIdflieg（Inspektion der Fliegertruppen、航空部隊監察局）からD.IIIの改良型の製作を命じられた。試作機はその月の下旬に初飛行した。
新型機D.Vは、D.IIIによく似ており、同じ170馬力のメルツェデスD.IIIaエンジンを使用していた。最も顕著な違いはD.IIIよりも32 kgも軽くなった楕円形断面の新しい胴体であり、その両側には縦通材が増設されていた。試作型のD.Vはヨハニスタール工場製のD.IIIと同じ標準的な方向舵を持っていたが、生産型は東ドイツアルバトロス（Ostdeutsche Albatros Werke（OAW））製のD.IIIに装備された大型の方向舵を使用した。D.Vもまた、大きなスピナーと腹鰭が外観上の特徴であった。 
D.Vの上翼は胴体に12 cm近づけられ、また下翼はフェアリングなしで胴体に取り付けられていた。翼自体は、補助翼操作用のケーブルの取付が修正されたほかは標準的なD.IIIとほとんど同一であった。この理由から、Idfliegは胴体の構造試験は行ったが翼には行わなかった。
D.Vの初期型は大きなヘッドレストを特徴としていたが、これはパイロットの視界を妨げるという理由から実戦部隊では外されることが多かったため、結局生産型からも除かれることになった。パレスチナ方面に配備される機体には、高温環境に対応するため、翼面ラジエターが2基装備された。
Idfliegは1917年4月に200機のD.Vの生産契約を締結したが、さらに5月に400機、7月に300機の追加発注を行った。初期のD.Vは、シュナイデミュール工場が1917年の最後までD.IIIの生産を続けたため、ヨハニスタール工場のみで生産された。

## 実戦運用
D.Vは1917年5月に実戦に投入されたが、以前のD.IIIと同じく、すぐに下翼の構造の欠陥が表面化した。伝えられるところでは、D.Vの翼の欠陥はD.III.よりずっと深刻であったことされている。上翼の外側部分にも問題があり、そのため追加の張線が必要となった。加えてD.Vの性能向上はごくわずかなものにとどまり、これは最前線のパイロットをかなり困惑させ、その多くが以前のD.IIIの方を好む結果となった。マンフレート・フォン・リヒトホーフェンは特にこの新型機に批判的であり、1917年7月の手紙の中で『イギリス機に比べてまったく時代遅れで、途方もなく劣っており、この飛行機では何もすることができない』と書いている。捕獲した機体で行ったイギリスの試験では、D.Vは機動が遅く、操縦は重く、飛ばすのに骨の折れる飛行機であることが判明した。
アルバトロス社は「D.Va」をもってこれに応えた。D.Vaはより強い翼桁、より重いリブ材と補強された胴体を備えていた。D.Vaはまた、より敏感な制御を実現するために補助翼のケーブルリンケージをD.IIIのものに戻しており、実際、D.IIIとD.Vaの翼は交換可能だった。ただしD.Vaでは、翼間支柱と下翼前縁とを繋ぐ小さな支柱が追加されていた。これらの修正によりD.VaはD.IIIより23 kg重くなったが、それでもこのタイプの構造上の問題がまったく取り除かれたわけではなかった。D.Vaの重量増加は、高圧縮比の180馬力メルツェデスD.IIIaü エンジンの使用によって相殺された。
Idfliegは1917年8月に262機のD.Vaを発注し、9月に250機、10月にはさらに550機を追加した。東ドイツアルバトロス社はD.IIIの生産を続けていたが、10月に600機のD.Vaの発注を受けた。
D.Vaの配備は1917年10月に始まった。フォッカー Dr.Iの構造欠陥問題やプファルツ D.IIIの平凡な性能などから、1918年夏にフォッカー D.VIIが配備されるまで、ドイツ帝国軍航空隊にはD.Va以外の現実的選択肢がなかった。D.Vの生産は1918年4月に終了した。1918年5月の時点では131機のD.Vと928機のD.Vaが西部戦線で活動していた。生産は終了したが、D.Vaが大戦の休戦までの期間、任務にとどまった。

## 残存機と複製機
現在、2機のD.Vaが博物館で保管されている。シリアルD.7161/17はアメリカ合衆国ワシントンD.C.の国立航空宇宙博物館に、シリアルD.5390/17はオーストラリアのキャンベラにあるオーストラリア戦争記念館にある。
近年になってアルバトロスD.Vの複製機が少数製作された。最も有名な飛行可能な機体はエドゥアルト・リッター・フォン・シュライヒ機の塗装を施されたもので、オールド・ラインベック・エアロドロームで運用されている。この機体は原型のメルツェデスD.II液冷エンジンでなく、フェアチャイルド・レインジャー6気筒エンジンの改造型を装備している。

## 運用者
- ドイツ帝国 - ドイツ帝国軍航空隊(Luftstreitkräfte)
- ポーランド - ポーランド空軍（大戦後）

## 性能諸元（D.V）

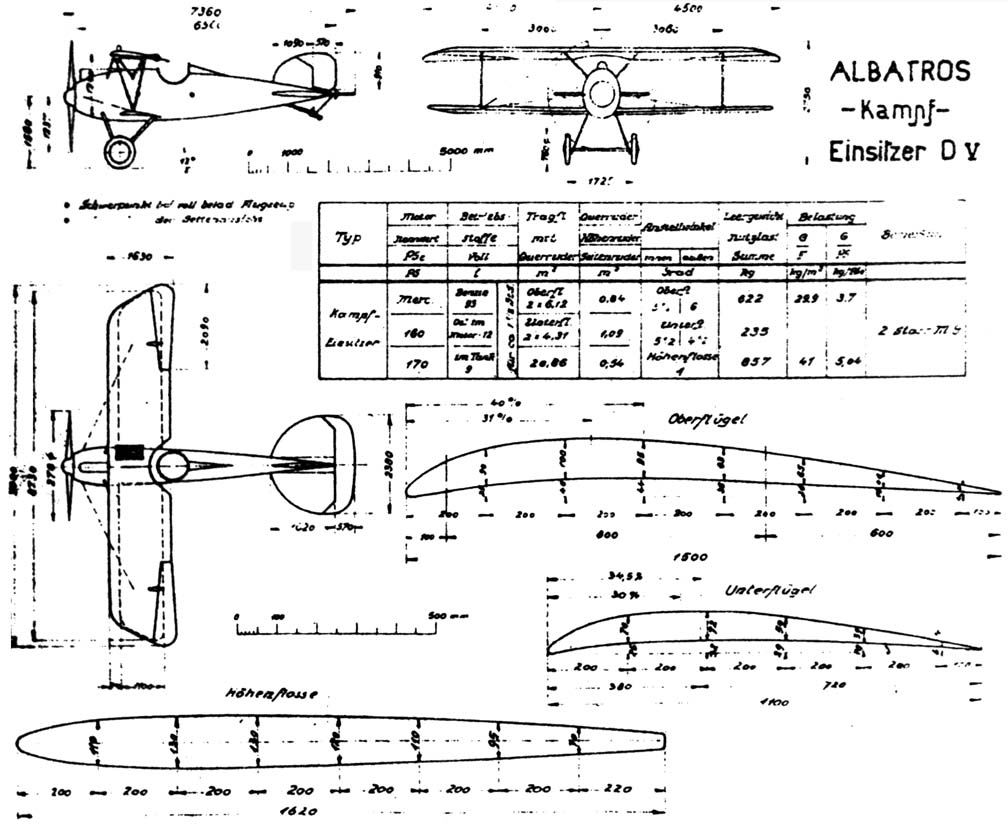
Albatros D.V

諸元
- 乗員: 1
- 全長: 7.33 m
- 全高: 2.70 m
- 翼幅: 9.04 m
- 翼面積: 21.20 m2
- 空虚重量: 687 kg
- 運用時重量: 937 kg
- 動力: メルツェデス D.IIIaü 6気筒水冷エンジン、134 kW （180 hp）   × 1

性能
- 最大速度: 187 km/h （101 kt）
- 実用上昇限度: 3,000 m
- 翼面荷重: 44 kg/m2
- * 上昇時間 1,000 mまで4.35分
- 航続時間 2時間

武装
- 前方発射式 7.92 mm LMG 08/15 機銃 ×2

## 参考資料